# Pseudupeneus
Pseudupeneus is een geslacht van straalvinnige vissen uit de familie van zeebarbelen (Mullidae). Het geslacht is voor het eerst wetenschappelijk beschreven in 1862 door Bleeker.

## Soorten
- Pseudupeneus grandisquamis (Gill, 1863)
- Pseudupeneus maculatus (Bloch, 1793)
- Pseudupeneus prayensis (Cuvier, 1829) – West-Afrikaanse mul